# Isoetes taiwanensis
Isoetes taiwanensis är en kärlväxtart som beskrevs av De Vol. Isoetes taiwanensis ingår i släktet braxengräs, och familjen Isoetaceae. Utöver nominatformen finns också underarten I. t. kinmenensis.